# Jonge Wolven

Winnaar Jonge Wolven 2024 op hoofdpodium Walter De Buckplein, Koala Disco.

Jonge Wolven is een muziekconcours tijdens de Gentse Feesten georganiseerd door Trefpunt Festival en de regionale zender AVS. De eerste editie was in 2004.
De winnaar wint onder andere een optreden op het hoofdpodium van de Gentse Feesten op het Walter De Buckplein het jaar nadien. Het is een samenwerking tussen VI.BE, Democrazy, Urgent, AVS en Trefpunt.
Afgelopen edities deden o.a. Amatorski, Kolonel Djafaar, Sarah Ferri en Tiny Legs Tim mee aan de wedstrijd. In 2022 won Kleinpunk, in 2023 won STEVE, in 2024 won Koala Disco.
In de beginjaren ging de wedstrijd door in de Spiegeltent. In 2022 verplaatste de wedstrijd naar het Karavaan podium in het Baudelopark. 

## Winnaars Jonge Wolven
| Jaar | Winnaar                | 2e plaats | 3e plaats | Podiumprijs           |
| ---- | ---------------------- | --------- | --------- | --------------------- |
| 2004 |                        |           |           |                       |
| 2005 |                        |           |           |                       |
| 2006 |                        |           |           |                       |
| 2007 | Jah Generation         | /         | /         | Varili                |
| 2008 | Sarah Ferri            |           |           | Rauw & Onbesproken    |
| 2009 | En Terecht             | /         | /         | The Imaginary Friends |
| 2010 | Bear Run               | /         | /         | Renée Sys             |
| 2011 | Roselien Tobbackx      |           |           | Scrappy Tapes         |
| 2012 | ONs                    | /         | /         | Al Di Miseria         |
| 2013 | Captain Oats           | /         | /         | Band of Eli           |
| 2014 | Barefoot and the shoes |           |           | Massa Nobu            |
| 2015 | Midwinter              |           |           | Alaska Gold Rush      |
| 2016 | RAMAN.                 |           |           | BODA BODA             |
| 2017 | Crooked Steps          | /         | /         | Kolonel Djafaar       |
| 2018 | Unskyld                | /         | /         | Candle Bags           |
| 2019 | Men in Tears           | /         | /         |                       |
| 2022 | Kleinpunk              |           |           |                       |
| 2023 | STEVE                  |           |           |                       |
| 2024 | Koala Disco            | WIJF      | Yuma      |                       |